# Rue Étroite
La rue Étroite, est une voie de circulation de la ville de Colmar, en France.

## Situation et accès
Cette voie de circulation, d'une longueur de 210 m, se trouve dans le quartier centre.
On y accède par les rues des Clefs, des Prêtres, Mathias Grunewald, du Nord, Ruest, des Artisans, de l'Ange et des Clefs.
Cette voie n'est pas desservie par les bus de la TRACE.